# Amorfizm
Amorfizm, bezpostaciowość (gr. ámorphos = bezkształtny) – określenie w powojennych dyskusjach literackich, które używane było w badaniach utworów literackich (zwłaszcza powieściowej). 
Używane było w przypadku określenia utworu lub utworów, które nie posiadają wyraźnej formy, są luźne i nie nawiązują do tradycyjnych wzorców i najczęściej są w formie chaotycznej. Określało rezygnację z klasycznej formy układu kompozycyjnego czego konsekwencją było ograniczenie wartości poznawczych danego utworu.